# Lissonota leionotum
Lissonota leionotum là một loài tò vò trong họ Ichneumonidae.